# Maurice Moucheraud
Maurice Moucheraud, né le 28 juillet 1933 à Potangis (Marne) et mort le 13 janvier 2020 à Aix-les-Bains, est un coureur cycliste français.

## Biographie
Professionnel de 1957 à 1961, Maurice Moucheraud est membre des équipes Royal-Fabric-Enform en 1957, Saint-Raphael-R. Géminiani en 1958, UCPF en 1959, Rochet-Margnat en 1960 et Alcyon-Leroux en 1961. Son fils Paul est également coureur cycliste professionnel en 2008 et 2009.

## Palmarès

### Palmarès amateur
- 1952
  - Circuit de Boulogne
  - Critérium des Vainqueurs
- 1953
  - Paris-Montereau-Paris
  - 2e de Paris-Reims
- 1954
  - 3e de Paris-Conches
- 1955
  -  Champion de France des militaires
  - 2e du championnat de France sur route amateurs
  - 2e de Paris-Bligny-Reims
- 1956
  -  Champion olympique de la course par équipes (avec Arnaud Geyre et Michel Vermeulin)
  - Paris-Conches
  - Paris-Dieppe
  - Paris-Fontenailles
  - Paris-Vierzon
  - Critérium des Vainqueurs
  - 2e de Paris-Arras
  - 2e de Paris-Chauny
  - 3e de Paris-Évreux
  - 3e du championnat d'Île-de-France sur route
  - 8e de la course en ligne des Jeux olympiques

### Palmarès professionnel
- 1957
  - 1re étape du Tour de l'Oise
  - 3e du Tour de l'Oise
- 1958
  - 3e du Grand Prix de Nice

### Résultats sur le Tour de France
1 participation :
- 1958 : abandon (19e étape). (équipe Paris Nord-Est)